# Créhange
Créhange (Duits: Kriechingen) is een gemeente in het Franse departement Moselle (regio Grand Est). De plaats maakt deel uit van het arrondissement Forbach-Boulay-Moselle. Créhange telde op 1 januari 2022 3.745 inwoners. De plaats was eerder het centrum van het Graafschap Kriechingen, de kasteelruïne is hier nog een aandenken aan, een deel graafschap werd in 1795 door Frankrijk geannexeerd. Tussen 1871-1918 hoorde het weer bij het Duitsland.

## Historie
zie Graafschap Kriechingen

## Geografie
De oppervlakte van Créhange bedroeg op 1 januari 2022 10,46 vierkante kilometer; de bevolkingsdichtheid was toen 358 inwoners per km².

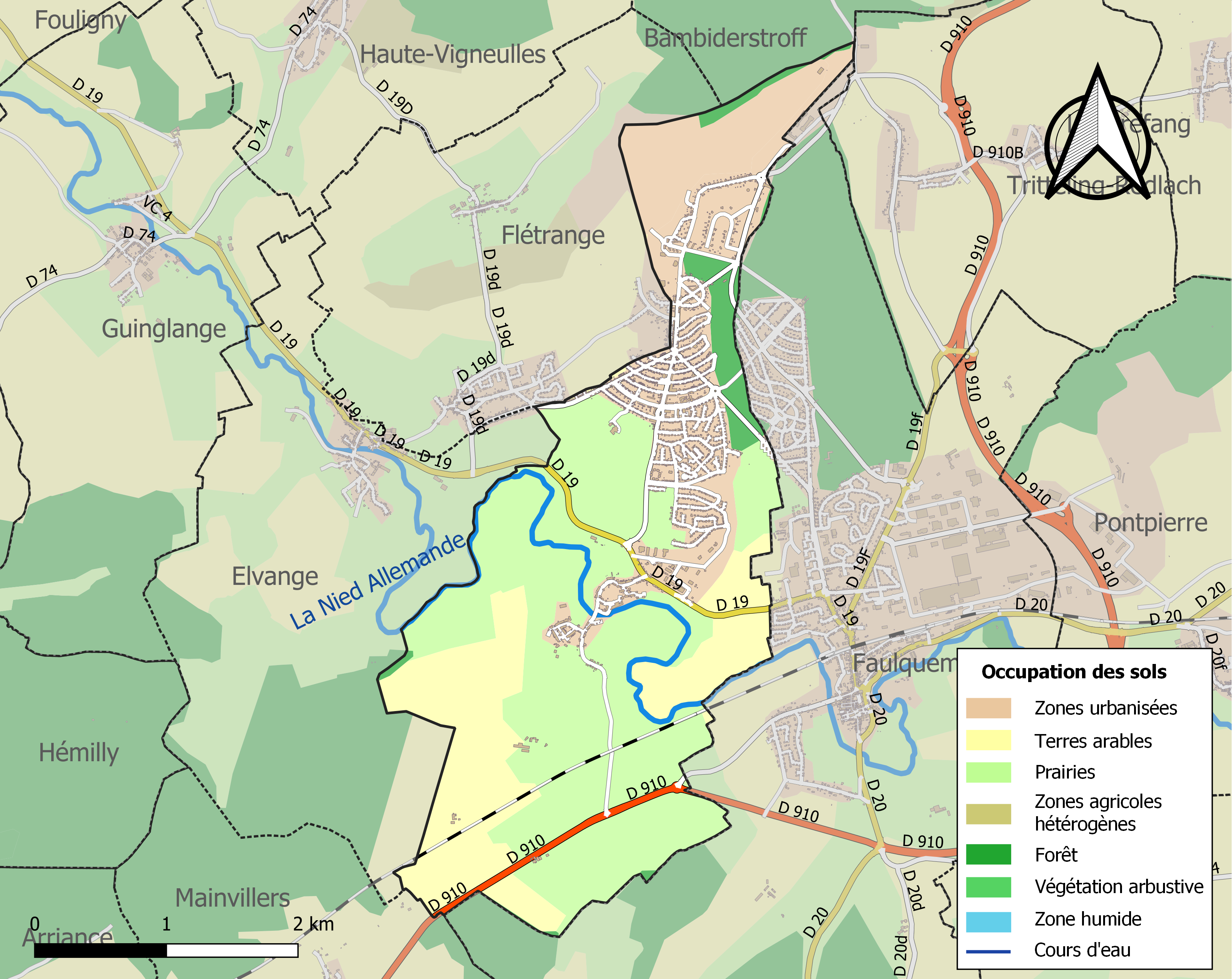
Kaart van de gemeente met de belangrijkste infrastructuur, bodemgebruik en omliggende gemeenten

## Demografie
Onderstaande figuur toont het verloop van het inwonertal (bron: INSEE-tellingen).